# Strategiska kärnvapen

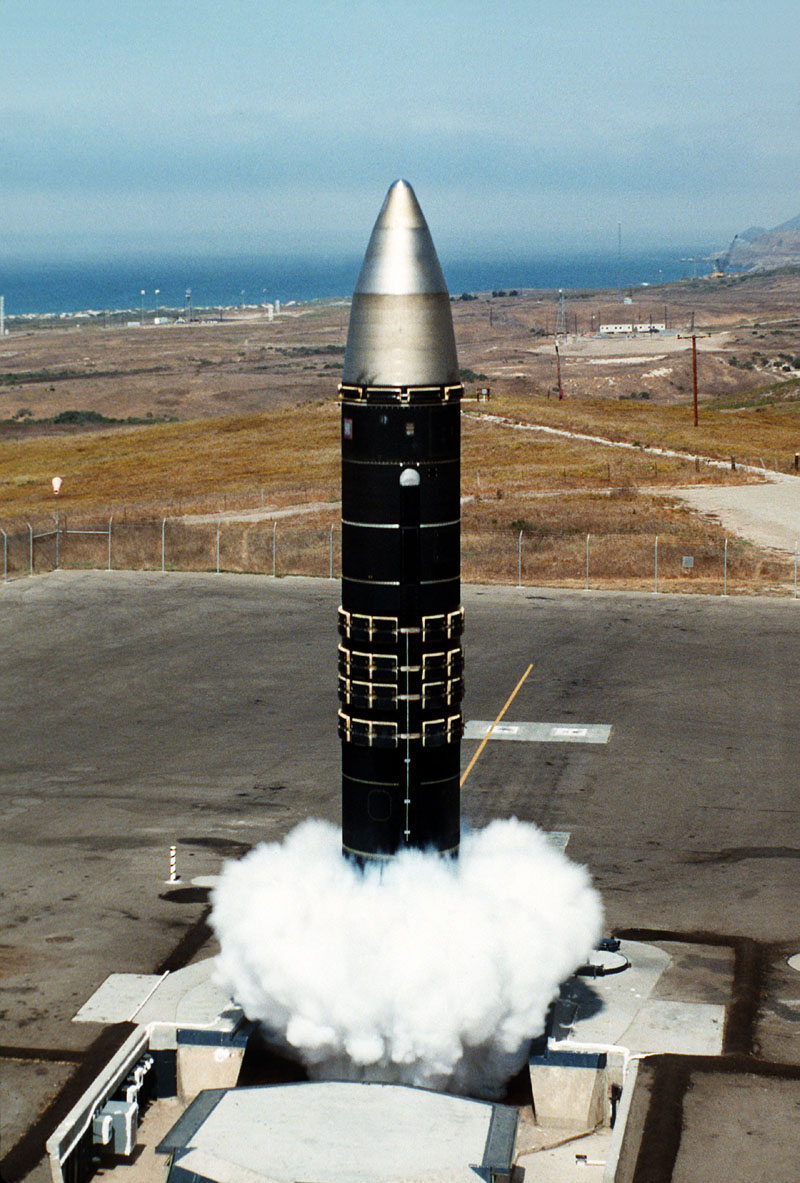
LGM-118 Peacekeeper är ett exempel på strategiskt kärnvapen i form av ballistisk robot.

Strategiska kärnvapen är en benämning för sådana kärnvapen som är avsedda för att angripa strategiska mål såsom militäranläggningar, befolkningscentra eller andra till ytan storskaliga mål långt ifrån avfyrningsområdet. Detta till skillnad mot taktiska kärnvapen vars användning är begränsad till förhållandevis korta avstånd och som endast är avsedda för lokala mål på slagfältet.

## Historik
Just de strategiska kärnvapnen var vitala för USA:s och Sovjetunionens militära doktriner under kalla kriget och reglerades sedermera i START-fördraget 1991. År 2012 uppskattades omkring 5000 kärnvapen av olika slag vara operativa världen över varav över 1900 i USA och över 2400 i Ryssland. Detta beräknas ha minskat till runt 3750 kärnvapen som var operativa globalt sett år 2018 varav den absoluta merparten i USA:s och Rysslands strategiska kärnvapenarsenaler. Trots att antalet sådana kärnvapen minskar i antal moderniseras de och spelar en fortsatt central roll i ländernas försvarsförmåga.

## Typ av vapenbärare
Det första sättet att transportera strategiska kärnvapen till målet var via bombflyg. Idag är det vanligaste sättet via ballistiska robotar avfyrade från missilbaser eller ubåtar. Storleken och bärkraften hos sådana raketer, som kan färdas tusentals kilometer, medför möjlighet till mycket tyngre laddningar än de mindre taktiska kärnvapnen. 
De flesta typer av ballistiska robotar kan bära fler än enbart en stridsspets.